# Родникове (Сімферопольський район)
Роднико́ве (до 1948 року — Кулчу́к, крим. Qulçuq) — село Сімферопольського району Автономної Республіки Крим.
У 2010 році в селі Родникове було збудовано першу в Незалежній Україні промислову сонячну електростанцію «Роднікове» потужністю 2,5 МВт.
На сьогодні її встановлена потужність досягає 7,5 МВт.

## Історія
Біля Родникового виявлено кремінні знаряддя праці доби раннього палеоліту й поселення VIII—X століть.

## Населення

### Мова
Розподіл населення за рідною мовою за даними перепису 2001 року:
| Мова              | Кількість | Відсоток |
| ----------------- | --------- | -------- |
| російська         | 1485      | 45.30 %  |
| кримськотатарська | 1440      | 43.93 %  |
| українська        | 317       | 9.67 %   |
| білоруська        | 8         | 0.24 %   |
| вірменська        | 3         | 0.09 %   |
| румунська         | 1         | 0.03 %   |
| інші/не вказали   | 24        | 0.74 %   |
| Усього            | 3278      | 100 %    |